# Josef III. ze Schwarzenbergu
Josef III. ze Schwarzenbergu (3. ledna 1900 Bratislava – 25. října 1979 Vídeň), celým jménem Josef Maria Adolf Pius Titus, byl po smrti svého bratrance, českého antifašisty, knížete a krumlovského vévody JUDr. Adolfa Schwarzenberga, poslední hlavou rodu a knížetem ze Schwarzenbergu ze schwarzenberské primogenitury. Jeho smrtí se po téměř 180 letech znovu-spojily obě dvě větve rodu Schwarzenbergů v osobě Karla (VII.) Schwarzenberga.

## Život a činnost
Josef se narodil v Bratislavě jako prvorozený syn Felixe, prince ze Schwarzenbergu, a Marie Anny, princezny z Löwenstein-Wertheim-Rosenbergu. Jeho otec Felix byl druhorozeným synem Adolfa Josefa, knížete ze Schwarzenbergu a 13. vévody krumlovského. Felixův starší bratr Jan Nepomuk II. se proto po smrti Adolfa Josefa stal dědicem Schwarzenberského dominia. V roce 1938 se pak stal hlavou rodu a 15. vévodou krumlovským Josefův bratranec, kníže JUDr. Adolf Schwarzenberg, syn Jana Nepomuka II.
JUDr. Adolf Schwarzenberg však postrádal dědice a proto se rozhodl adoptovat svého bratrance, Josefova mladšího bratra Jindřicha (1903–1965), který se stal jeho univerzálním dědicem. JUDr. Adolf Schwarzenberg však jako český antifašista, podporovatel vlády Edvarda Beneše a jako hlasitý odpůrce nacismu, byl po invazi vojsk Třetí Říše do Československa nucen uprchnout s rodinou do exilu. Jeho dědic a Josefův bratr Jindřich, byl zatčen a transportován do koncentračního tábora Buchenwald.
Princ Josef, Jindřich i kníže JUDr. Adolf Schwarzenberg sice válečné běsnění přežili, avšak po válce se do Československa pod pohrůžkami nemohli navrátit. V zemi narůstala moc komunistů a především měl být započat tzv. Boj o čtyři miliardy tedy o majetek Schwarzenbergů v jižních Čechách. Přestože byli Schwarzenbergové z primogenitury i ze sekundogenitury považováni za české vlastence, všechna knížata ze Schwarzenbergu mluvila česky od 17. století a ač podporovali před vznikem Československa českou kulturu a dokonce se významně angažovali v boji proti nacismu, byl jim odepřen návrat do vlasti.
Komunistická propaganda vyvrcholila roku 1947 přijetím protiústavního zákona tzv. Lex Schwarzenberg, který vyvlastnil veškerý majetek schwarzenberské primogenitury v Českých zemích, na základě franského, tedy cizího původu diplomata Jana Adolfa I., prvního Schwarzenberga v Čechách, předka Adolfa Schwarzenberga vzdáleného 8 generací a 200 let, a na základě účasti Erkingera ze Seinheimu v bojích proti husitům před 500 lety, vzdáleného 17 generací.

### Závěr života a odkaz
JUDr. Adolf Schwarzenberg, představitel rodu, se usadil v Rakousku, kde se rozhodl zachránit schwarzenberské podniky na rakouské straně Šumavy. Ve své závěti potvrdil za svého dědice prince Jindřicha, který po jeho smrti roku 1950 vedle všech majetků přejal i titul krumlovského vévody. Princ Josef se oproti tomu, jakožto starší z bratrů, stal hlavním představitelem rodu jako Josef III., kníže ze Schwarzenbergu. Poprvé a zároveň naposledy v historii rodu se tak oddělil titul (vládnoucího/hlavního) knížete ze Schwarzenbergu a vévody krumlovského.
Bratr Jindřich Schwarzenberg spravoval schwarzenberské majetky v Rakousku a Německu, kdežto Josef III. se uchýlil na svůj statek. Nicméně ani jeden z bratrů neměl mužského potomka. Vévoda Jindřich proto adoptoval jejich vzdáleného příbuzného Karla Schwarzenberga, dědice schwarzenberské sekundogenitury, mladší větve rodu zvané orlické.
Po smrti Jindřicha roku 1965 tak Karel Schwarzenberg zdědil veškerý majetek primogenitury, titul vévody krumlovského a veškeré nároky. Smrtí svého nevlastního strýce Josefa III. 25. listopadu 1979 se zároveň stal i knížetem ze Schwarzenbergu, hlavním představitelem rodu. Po smrti vlastního otce knížete Karla VI. roku 1986 se Schwarzenbergové v osobě Karla Schwarzenberga po dvou staletích opět spojily v jeden rod.